# Damochlora
Damochlora é um género de gastrópode  da família Camaenidae.
Este género contém as seguintes espécies:
- Damochlora millepunctata
- Damochlora spina